# Teucholabis (Teucholabis) complexa
Teucholabis (Teucholabis) complexa is een tweevleugelige uit de familie steltmuggen (Limoniidae). De soort komt voor in het Nearctisch en Neotropisch gebied.
De wetenschappelijke naam van de soort werd voor het eerst geldig gepubliceerd door Carl Robert Osten-Sacken in 1860; het was de eerste beschreven soort van het nieuwe geslacht Teucholabis. De soort werd ontdekt in de Verenigde Staten (New York, Illinois).